# ニッポン城めぐり
『ニッポン城めぐり』（ニッポンしろめぐり）はユーエム・サクシード株式会社、idea canvasが運営するスマートフォン対応の位置情報ゲームアプリ（位置ゲー）。また、同Webサイトではゲーム機能は提供されていないが、全国3,000の城郭（城跡）の情報閲覧と、ゲームの利用者が投稿した各城郭の口コミや写真などが閲覧できる城郭ポータルサイトとなっている。

## 概要
携帯電話の位置測定機能（GPSおよび各携帯電話会社のアンテナなど）を利用し、日本全国に設定された3,000城の城郭をめぐるスタンプラリー形式のゲーム。
2010年4月6日（城の日）より『発見!ニッポン城めぐり』の名称で全国2000城を対象にサービスを開始 。2011年8月には対象となる城跡が3000城に拡大、2018年4月6日には『ニッポン城めぐり』に改称された。サービス開始時はNTTドコモ・KDDI・ソフトバンクモバイルの従来型携帯電話（ガラケー、フィーチャーフォン）向けのアプリで始まり、2010年7月にiPhoneに対応、翌2011年7月にはAndroidに対応した。2017年10月末でガラケーでのサービスを終了したため、以後スマートフォン専用アプリとなっている。
歴史を題材とした企画を行う企業や歴史的観光資源を持つ地方自治体とのタイアップで、アプリユーザーを対象とした地域限定イベント「地域限定城めぐり」なども不定期で実施される。2019年9月、本アプリを活用した「城おこし」プロジェクトの取り組みが評価され、ユーエム・サクシードが第5回ジャパン・ツーリズム・アワードの『デジタル活用特別賞』を受賞。
なお、本アプリでは「城の日」を基準して、毎年4月6日から翌年4月5日をアプリ上の「年度（城めぐり年度）」としている。

### 料金とアプリ内通貨
アプリの利用料金は無料。
アプリ内で使われる通貨（及びそれに類するポイント）としては「石高」「両」「貫（貫高）」がある。石高は、城を攻略した時にもらうことができ、後述の家臣を登用する時などに必要となる。両は、保有する石高（総石高）に応じて「年貢」として定期的（毎週）受け取ることができるほか、後述のゲーム機能（城攻めの時の移動・歴史クイズの正答・城主争いの月間上位・家臣団クエストの達成）などで受け取ることができる。
2019年9月時点でユーザーが直接課金することはできないが、「協賛楽座」と呼ばれる機能を通じてスポンサーのサービスを利用（動画広告の視聴、無料アプリのダウンロード、関連グッズの購入、各種モニターへの参加、ふるさと納税、有料サービスへの登録、旅行サービスの利用など）すると貫を獲得できる。このポイントは、ゲームなどで役立つ特典などに交換が可能。この特典の中には、石高や両と交換できるアイテムもある。

## アプリの特徴
『城攻め』と呼ばれるスタンプラリーは、中世の日本の城だけでなく北海道のチャシ・沖縄のグスクなども含む、全国に実在する3,000城を対象としている。
このアプリを使って城跡を訪れたユーザーのGPS履歴は、2016年以降は1年間統計データを「お城ファンが実際に訪れた日本のお城ランキング」として公表されている。位置情報のビッグデータは年間4億件以上（2018年）で、従来の人気投票や入場者数と異なり無人の城跡を訪問した人数も計測できるのが大きな特徴となっている。
城郭の詳細ページには、ユーザーが城の口コミや写真を投稿したり、城跡を訪問に役立つ情報（資料館、トイレ、駐車場など）を地図上に書き込める「リア攻めマップ」などが用意されている。

### 城攻め
3,000の城郭それぞれに有効距離が設定されており、その範囲内で「城攻め（位置情報送信）」を行うことで、該当の城郭を攻略したことになる。日本全国で「城攻め」を行うことで3,000の城郭全てを攻略することがゲームの主な目的となっている。また、同機能に関連して「城主争い」というゲームがあり、城攻め機能を一定時間ごとに繰り返すことでその回数を競い月間ランキングで城主・城代・城番の称号を得ることができる。

### 家臣団コレクション
日本全国に総勢1,000名以上の戦国武将などが配置されており、それぞれの武将ゆかりの場所（出身地など）で「城攻め」すると武将を発見できる（イベントなどの限定キャラクターも存在する）。「石高」を与えてユーザーの家臣にすることができ、全1,000人の武将を家臣団に組み入れることを目指す。武将を発見するには、既に家臣となっている武将を遠隔地に派遣する「遠国探索」で探すことも可能。家臣を放置すると忠誠度が下がって離反していなくなったり、遠国探索の成功は派遣する家臣の能力で成否が分かれるなどゲーム的要素も多い。また、集めた家臣の人数や条件（○○の戦いに参戦した武将XX人を集めるなど）の達成すると報酬がもらえる「家臣団クエスト」機能も実装されている。
2011年8月の実装から暫くは「家臣団コレクションβ」と表記されていたが、現在ではβ表記はない。

### 合戦イベント
概ね年2回程度のペースで開催される期間限定イベント。ユーザーが2つの陣営に分かれて、「軍功」と呼ばれるポイントで勝敗を競う。
第1回の合戦イベントは映画『のぼうの城』とタイアップした『忍城の戦い』が2012年10月15日から同11月26日にかけて行われ、以後「川中島の戦い」や「真田丸の戦い」など戦国時代頃の合戦をモチーフにしたイベントとなっている。2017年7月に行われた「桶狭間の戦い」では、城好きとして知られている落語家の春風亭昇太がユーザーとして参加していたことが明かされ、特別な動画メッセージが寄せられた。

### 城アバター
縄張り・天守・堀・門・櫓などのパーツを組み合わせて作られるユーザーオリジナルの城郭で、ユーザーページのトップにアバターとして表示される。城アバターを作る機能は「居城普請」と呼ばれ、ユーザーが獲得した貫・両でパーツを購入する必要がある。

### その他の機能
日替わりの「歴史クイズ」、日本各地の城から城へ狼煙をリレーのように繋ぐゲーム「狼煙ミッション」、歴史に関するテーマについて投票する「戦国世論調査」、ユーザーが46文字の短文投稿ができるコミュニティ機能「一筆啓上」、アプリの利用状況や城攻めの実績やイベントを通じて獲得できる称号「官位・異名」などがある。